# Anita Wolf
Anita Wolf, Geburtsname Anna Elisabeth Wolf (* 8. November 1900 in Greiz, Thüringen; † 6. August 1989 in Weiz in der Steiermark), war eine Verfasserin religiöser Werke, die sie laut eigener Aussage „intuitiv“ niederschrieb. Sie wird dem Kreis der Neuoffenbarer zugeordnet.

## Leben

### Familie
Anna Elisabeth Wolf wurde am 8. November 1900 im thüringischen Greiz geboren. Ihre Eltern, Oskar Wolf (1874–1916) und Ernestine Wolf (1867–1941), gehörten der evangelisch-lutherischen Konfession an. Ihr Vater war Getreidehändler und die Familie gut situiert. Das Ehepaar Wolf hatte insgesamt sieben Kinder, von denen drei im Kindesalter starben. Anita wurde getauft und konfirmiert.

### Kontakt mit Schriften Jakob Lorbers
Durch ihre Mutter kam Anita Wolf früh in den Kontakt mit dem Werk von Jakob Lorber (1800–1864), der sich selbst als „Schreibknecht Gottes“ bezeichnet hatte. 1921 begegnete sie Leopold Engel (1858–1931), der den elften Band des „Großen Evangeliums Johannes“, geleitet durch das „innere Wortdiktat“, schrieb und damit das zwischen 1891 und 1893 verfasste Hauptwerk Jakob Lorbers vollendete. Sie besucht mit ihrer Mutter Vorträge zu Jakob Lorber, häufig waren auch Lorberfreunde bei der Familie zu Besuch.

### Kriegsleid und Flucht
Anita Wolf arbeitete als stellvertretende Urkundenbeamtin im Greizer Amtsgericht. Im Jahr 1942 wurde sie kriegsdienstverpflichtet und nach Russland geschickt. Drei Jahre später floh sie aus Russland über die Tschechoslowakei und geriet nahe Krems in Niederösterreich in russische Gefangenschaft. Unter Kälte, harter Arbeit und Hunger leidend, hörte sie laut eigener Aussage um sich herum die Worte: „Ich bin der ewig heilige UR – ich bin der ewig Einzige, der Wahrhaftige; sei getrost.“ Im Traum sah sie ein altes Paar, das ebenfalls im Gefangenenlager war, und eine Stimme sagte ihr, sie solle gemeinsam mit diesen beiden fliehen. Die Flucht gelang, ihr wurde auf der beschwerlichen Flucht über Salzburg und München bis nach Hannover immer wieder Hilfe zuteil. Im stark zerstörten Hannover erhielt Anita Wolf einen Raum in einer ehemaligen Schule, in dem sie bis 1965 lebte. Ihr Gesundheitszustand hatte stark gelitten, sie war arbeitsunfähig und erhielt nur eine geringe Rente.
Seit 1949 widmete sie sich vollständig dem intuitiven Schreiben „herrliche[r], geistige[r] Offenbarungen“ und sagte dazu: „Es kommt eben (intuitiv). Es hat keinen Sinn, jemanden nachzuahmen – wichtig ist, was uns gegeben wird und daß es da ist!“
Nach längerem Briefwechsel mit Josef Brunnader zog Anita Wolf 1965 bei ihm und seiner Frau in Weiz in der Steiermark ein. Sie war in Österreich Mitglied der Evangelischen Kirche (Augsburgisches Bekenntnis, lutherisch). Ab 1975 lebte sie im Seniorenheim in Weiz. Dort, in der Heimat Jakob Lorbers, starb Anita Wolf am 6. August 1989.

## Werke
Anita Wolf hinterließ ein umfangreiches Werk, in dem die Geschichte der geistigen Schöpfung von Anbeginn der Zeit bis in die materielle Schöpfung des 20. Jahrhunderts erklärt wird. Ihr Hauptwerk „UR-Ewigkeit in Raum und Zeit“ entstand 1949/1950, es folgten 22 weitere Schriften, die darauf aufbauen. Ferner pflegte Anita Wolf Korrespondenzen, schrieb Gedichte und hielt Vorträge, die ebenfalls veröffentlicht wurden.
Zahlreiche ihrer Schriften wurden im Urgemeinde-Verlag Karl L. Veit in Wiesbaden verlegt. 1961 wurde zur Weiterverbreitung von Anita Wolfs Werken die Vereinigung Treuhandgruppe e. V. (VTG) in Weiz gegründet, als Zweigstelle in Deutschland schlossen sich Anhänger zum Anita-Wolf-Freundeskreis e. V. zusammen. Wolf übergab dem Verein ihr gesamtes Werk. Es ist bis heute kostenfrei über den Freundeskreis als Download oder gedruckt erhältlich.

## Kritik
Das Werk Anita Wolfs lässt sich in die Tradition der Neuoffenbarung einordnen. Es erklärt die geistige Schöpfung und weiß alles aus dieser Sichtweise darzustellen – aufgeschrieben nach einem „inneren Diktat“ und von scheinbar gleichem Stellenwert wie die Bibel.
Mit fremdartig anmutendem Vokabular und erhabenem Ausdruck postuliert Anita Wolf einen neuen Gottesnamen UR und eine damit verbundene neue Gottesvorstellung, stellt eine komplexe Engels- und Inkarnationslehre auf und stellt die Trinität infrage. Während ihre Schriften bei Anita-Wolf-Freunden als „universelle Gottesoffenbarung“ gelten, sind Kritiker der Ansicht, dass Wolfs Werk aufgrund seines umfassende Geltungsanspruchs sowie zahlreicher Widersprüchlichkeiten eher gnostisch denn christozentrisch orientiert ist.

## Weiterführende Literatur
- Brunnader, Josef (1990): Universelle Gottesoffenbarung durch Anita Wolf. Ihr Leben und ihr Werk. Hrsg. v. Vereinigung Treuhandgruppe e. V., Weiz.
- Brunnader, Josef/Herrmann, Jürgen (o. J): Universelle Gottesoffenbarung durch Anita Wolf. Ihr Leben und ihr Werk. Hrsg. v. Anita-Wolf-Freundeskreis e. V., Stuttgart.
- Hutten, Kurt (1997): Seher, Grübler, Enthusiasten und religiöse Sondergemeinschaften der Gegenwart. 15. Auflage. Stuttgart, S. 638–646.
- Junge, Michael (2020): Anita Wolfs „Karmatha“. Eine Studie. Norderstedt.
- Pöhlmann, Matthias (Hrsg.) (2003): „Ich habe euch noch viel zu sagen ...“ Neuoffenbarer – Propheten – Gottesboten. EZW-Texte 169. Berlin.
- Pöhlmann, Matthias (2005): Neuoffenbarer und Neuoffenbarungsbewegungen. In: Hempelmann, Reinhard u. a. (Hrsg.): Panorama der neuen Religiosität. Gütersloh, S. 569–578.
- Ruppert, Hans-Jürgen (2005): Neuoffenbarung. In: Baer, Harald u. a. (Hrsg.): Lexikon neureligiöser Gruppen, Szenen und Weltanschauungen. Freiburg/Br., S. 881–885.